# 圣弗龙达朗
圣弗龙达朗（法語：Saint-Front-d'Alemps）是法国多尔多涅省的一个市镇，属于佩里格区。该市镇总面积19.02平方公里，2009年时的人口为262人。

## 人口
圣弗龙达朗人口变化图示